# Episodi di The Ford Television Theatre (seconda stagione)
La seconda stagione della serie televisiva The Ford Television Theatre è andata in onda negli Stati Uniti dal 1º ottobre 1953 al 24 giugno 1954.
| nº | Titolo originale            | Prima TV USA     |
| -- | --------------------------- | ---------------- |
| 1  | Tangier Lady                | 1º ottobre 1953  |
| 2  | The Doctor's Downfall       | 8 ottobre 1953   |
| 3  | Emergency                   | 15 ottobre 1953  |
| 4  | The Bachelor                | 22 ottobre 1953  |
| 5  | Tomorrow's Men              | 29 ottobre 1953  |
| 6  | The World's My Oyster       | 5 novembre 1953  |
| 7  | The Ming Lama               | 12 novembre 1953 |
| 8  | As the Flames Dies          | 19 novembre 1953 |
| 9  | Double Bet                  | 26 novembre 1953 |
| 10 | Kiss and Forget             | 3 dicembre 1953  |
| 11 | And Suddenly, You Knew      | 10 dicembre 1953 |
| 12 | Gun Job                     | 17 dicembre 1953 |
| 13 | Ever Since the Day          | 24 dicembre 1953 |
| 14 | Alias Nora Hale             | 31 dicembre 1953 |
| 15 | The Fugitives               | 7 gennaio 1954   |
| 16 | The Ardent Woodsman         | 14 gennaio 1954  |
| 17 | The Happiest Day            | 21 gennaio 1954  |
| 18 | Mantrap                     | 28 gennaio 1954  |
| 19 | Lucky Tommy Jordan          | 4 febbraio 1954  |
| 20 | For the Love of Kitty       | 11 febbraio 1954 |
| 21 | For Value Received          | 18 febbraio 1954 |
| 22 | Marriageable Male           | 25 febbraio 1954 |
| 23 | The Good of His Soul        | 4 marzo 1954     |
| 24 | Come On, Red                | 11 marzo 1954    |
| 25 | The Last Thirty Minutes     | 18 marzo 1954    |
| 26 | The Taming of the Shrewd    | 25 marzo 1954    |
| 27 | Turn Back the Clock         | 1º aprile 1954   |
| 28 | Yours for a Dream           | 8 aprile 1954    |
| 29 | Sister Veronica             | 15 aprile 1954   |
| 30 | Wedding marzo               | 22 aprile 1954   |
| 31 | Night Visitor               | 29 aprile 1954   |
| 32 | A Season to Love            | 6 maggio 1954    |
| 33 | Wonderful Day for a Wedding | 13 maggio 1954   |
| 34 | Beneath These Waters        | 20 maggio 1954   |
| 35 | Keep It in the Family       | 27 maggio 1954   |
| 36 | The Unlocked Door           | 3 giugno 1954    |
| 37 | The Mason-Dixon Line        | 10 giugno 1954   |
| 38 | The Tryst                   | 17 giugno 1954   |
| 39 | Indirect Approach           | 24 giugno 1954   |

## Tangier Lady
- Diretto da:
- Scritto da:

### Trama
- Interpreti: Scott Brady (Rocky Gallico), Patricia Medina (Marika Tassek), Virginia Grey (Lillie), Ben Astar (Ali Sayyed), Ben Wright (capitano Germaine), Alphonse Martell (croupier)

## The Doctor's Downfall
- Diretto da:
- Scritto da:

### Trama
- Interpreti: Richard Denning (Dr. James Baker), Paulette Goddard (Nancy Whiting), Sara Haden (Mrs. Webster), June Vincent (Harrietta Brandon)

## Emergency
- Diretto da:
- Scritto da:

### Trama
- Interpreti: Richard Conte (Harvey Barron), Randy Stuart (Doris Reeder), Mae Clarke (Alice Reeder), Grandon Rhodes (Ed Reeder), Jeannine Ducasse (Jan Reeder), Robert Griffin (ufficiale Mayberry), George E. Stone (Fred)

## The Bachelor
- Diretto da:
- Scritto da:

### Trama
- Interpreti: Angela Greene (Gloria Branche), Wanda Hendrix (Trudy Dean), William Lundigan (Bart Sayer), Elizabeth Patterson (Mrsd. Matthews)

## Tomorrow's Men
- Diretto da:
- Scritto da:

### Trama
- Interpreti: John Derek (Allan Malone), Ann Doran (Mrs. Malone), Frances Helm (Judy Essex), Pat O'Brien (Spud Malone)

## The World's My Oyster
- Diretto da:
- Scritto da:

### Trama
- Interpreti: Charles Coburn (C.C. Cunningham / Louie Spencer), Todd Karns (Chester), Lester Matthews (Carlton), Rosemarie Stack (Nancy)

## The Ming Lama
- Diretto da:
- Scritto da:

### Trama
- Interpreti: Howard Duff (John Stevens aka Johnny Nighthawk), Angela Lansbury (Lola Walker), Francis L. Sullivan (Julius Bellamy), Horace McMahon (tenente Waldo), Leo Gordon (Leonard), Marya Marco (ragazza cinese), Chris Alcaide (George Timpkin), Dave Willock (Benny Corrigan), Willis Bouchey (Arthur Collins), Frank Sully (barista), Ralph Reed (portiere)

## As the Flames Dies
- Diretto da:
- Scritto da:

### Trama
- Interpreti: Dorothy Abbott, Sylvia Sidney, Barry Sullivan, Richard Webb

## Double Bet
- Diretto da:
- Scritto da:

### Trama
- Interpreti: Laraine Day, Richard Egan, Marsha Hunt

## Kiss and Forget
- Diretto da:
- Scritto da:

### Trama
- Interpreti: Irmgard Dawson, Virginia Field, Coleen Gray, Willard Parker, Mark Stevens, Pierre Watkin

## And Suddenly, You Knew
- Diretto da:
- Scritto da:

### Trama
- Interpreti: Lee Aaker (Joey), Dorothy Adams (Miss Fletcher), William Fawcett (Repairman), Mickey Little (capitano della Ball Team), Herbert Lytton (dottore), Ronald Reagan (Steve Wentworth), Teresa Wright (Mrs. Wentworth)

## Gun Job
- Diretto da:
- Scritto da:

### Trama
- Interpreti: Philip Carey (Jeff Anderson), Ward Bond (Hank Fetterman), Ellen Drew (Elaine Anderson), Peter Whitney (Marshal Billy Lang), Sammy Ogg (Anton Kovak), Sandro Giglio (Rudy Kovak), Greta Granstedt (Mary Kovak), John Maxwell (Mayor), John L. Cason (Willy), Don C. Harvey (Chuck), Kenneth MacDonald (Councilman), Edmund Cobb (consigliere), Herbert Lytton (barista)

## Ever Since the Day
- Diretto da:
- Scritto da:

### Trama
- Interpreti: Robert Stack (Ralph Saunders), Audrey Totter (Joyce Evans), Edward Arnold (Mr. Evans), Ron Randell (Raymond Gans), Peggy Maley (Muriel Weems), Gloria Saunders (Alice), George Selk (giudice di pace), Jessie Arnold (moglie del giudice), Frank O'Connor (testimone al matrimonio)

## Alias Nora Hale
- Diretto da:
- Scritto da:

### Trama
- Interpreti: Warner Anderson, Rosemary DeCamp, Alec Harford, Claire Trevor

## The Fugitives
- Diretto da:
- Scritto da:

### Trama
- Interpreti: Barry Sullivan (Steve McCoy), Anita Louise (Marie McCoy), Raymond Burr (Red Lefwick), Mary Beth Hughes (Dolores Martin), Douglass Dumbrille (J.B. Creston), Jimmy Hawkins (Stevie McCoy), Jerry Paris (Eddie Nigh), Sarah Selby (Miss Murdock), Howard Negley (Chief Bradshaw), John Gallaudet (ispettore Dan Ewing), Mark Sutherland (Bert McCoy), Patsy Weil (Anita Campo), Dick Rich (sergente Hackett)

## The Ardent Woodsman
- Diretto da:
- Scritto da:

### Trama
- Interpreti: Marcel Dalio (Claude Lebec), Clark Howat (Paul Andre), Earl Lee (Mayor Aubert), Gilbert Roland (Pierre Buteau), Phyllis Thaxter (Janet Shipley)

## The Happiest Day
- Diretto da:
- Scritto da:

### Trama
- Interpreti: Fay Bainter (Mrs. Menckin), Lawrence Dobkin (Morton), Adrienne Marden (Mrs. Osborne), Larry Parks (dottor Lancaster), Mario Siletti (Joseph Tulero), Theodore von Eltz (dottor Harris), Teresa Wright (Paula)

## Mantrap
- Diretto da:
- Scritto da:

### Trama
- Interpreti: William Bishop (Matt Brownley), Ross Elliott (Pete Hardesty), Michael Granger (Harvey), Jerry Paris (Ed Hunnicutt), Shelley Winters (Sally Marland)

## Lucky Tommy Jordan
- Diretto da:
- Scritto da:

### Trama
- Interpreti: Kevin McCarthy (Tommy Jordan), Paula Raymond (Anne Wilson), Will Rogers Jr. (Charlie Wilson), Sid Tomack (Jake Corby)

## For the Love of Kitty
- Diretto da:
- Scritto da:

### Trama
- Interpreti: Bruce Bennett (Dr. Norman Allen), Nancy Olson (Kitty O'Dare), Robert Strauss (Rollo Spanier), Edward Brophy (Philly the Weeper (as Ed Brophy), Joe Sawyer (Joey Uptown), Sid Melton (Hot Horse Herbie), Laurie Mitchell (Yvonne), Archer MacDonald (Harold), Bobby Johnson (Max), Murray Alper (autista), Jack Herrick (paziente)

## For Value Received
- Diretto da:
- Scritto da:

### Trama
- Interpreti: Lee Aaker (Tony Evans), Peter Lawford (Randy Evans), Regis Toomey (John Lawrence), Charles Watts (Collins), James Whitmore (Joe Green), Marie Windsor (Lorna Evans)

## Marriageable Male
- Diretto da:
- Scritto da:

### Trama
- Interpreti: Ida Lupino (Petra Manning), Jack Lemmon (Barney Evans), Phillip Terry (Royce Connors), Julie Bennett (receptionist), Dick Simmons (Hugh Campion)

## The Good of His Soul
- Diretto da:
- Scritto da:

### Trama
- Interpreti: John Beal (padre James Gallagher), Jane Darwell (Mrs. O'Connor), Rosemary DeCamp (Mrs. Hartley), Thomas Mitchell (padre Devlin), Tommy Rettig (Larry Hartley)

## Come On, Red
- Diretto da:
- Scritto da:

### Trama
- Interpreti: Jay C. Flippen (Tom), Edmund Gwenn (Red), Randy Stuart (Annabelle), Sid Tomack (Herman)

## The Last Thirty Minutes
- Diretto da:
- Scritto da:

### Trama
- Interpreti: Arthur Franz, George Macready, Eve Miller, Martha Vickers

## The Taming of the Shrewd
- Diretto da:
- Scritto da:

### Trama
- Interpreti: David Brian (Winnie Driscoll), Jeff Donnell (Doris), Don Taylor (Mac Rawlings), Joan Vohs (Holly Haynes)

## Turn Back the Clock
- Diretto da:
- Scritto da:

### Trama
- Interpreti: Isa Ashdown (Mary), Willis Bouchey (maggiore Evans), Robert Burton, Richard Conte (Martin Crawford), Lillian Culver (Mrs. Pierce), Laraine Day (Ann Crawford), Helen Wallace

## Yours for a Dream
- Diretto da:
- Scritto da:

### Trama
- Interpreti: Joanne Dru (Wendy), S.Z. Sakall (Mr. Toby), Mike Connors (Christopher Ames), Roger Broaddus (Peter), Saul Martell (Mr. Beckstein), Stan Malotte (cliente), Leonard Bremen (cameriere)

## Sister Veronica
- Diretto da:
- Scritto da:

### Trama
- Interpreti: Irene Dunne (sorella Veronica), Stephanie Griffin (Claire), Taylor Holmes (Gerald Fitzgerald), John Hudson (Scott Averill Jr.)

## Wedding March
- Diretto da:
- Scritto da:

### Trama
- Interpreti: James Craig (Brad Williams), Arlene Dahl (Mary McNeill), Larry Parks (Ted Curtis)

## Night Visitor
- Diretto da:
- Scritto da:

### Trama
- Interpreti: Ernest Borgnine (Gus White), Lee J. Cobb (Matt Erwin), Arthur Kennedy (Larry Morton), Martha Vickers (Nancy)

## A Season to Love
- Diretto da:
- Scritto da:

### Trama
- Interpreti: Howard Duff (Charlie O'Connor), Sara Haden (Della Lawson), Ida Lupino (Lotti Weston), Frances Robinson (Kay)

## Wonderful Day for a Wedding
- Diretto da:
- Scritto da:

### Trama
- Interpreti: Scott Brady (Wade Roberts), Spring Byington (Zia Cordelia), Joan Leslie (Susan Farrington), Rita Moreno (Serene Crane)

## Beneath These Waters
- Diretto da:
- Scritto da:

### Trama
- Interpreti: John Baer (Ensign Robert Barstow), James Dobson (Sandy), Ronald Reagan (tenente Commander William Masterson), Peter Whitney (Morton)

## Keep It in the Family
- Diretto da:
- Scritto da:

### Trama
- Interpreti: Robert Young (Tom Warren), Ellen Drew (Grace Warren), Sally Fraser (Peggy Warren), Gordon Gebert (Jeff Warren), Tina Thompson (Patty Warren), Norman Field (Robert Van Doren)

## The Unlocked Door
- Diretto da:
- Scritto da:

### Trama
- Interpreti: Fay Bainter (Mrs. Allison), Philip Carey (Roy Allison), Ellen Corby (Mabel), Diana Lynn (Louise Allison)

## The Mason-Dixon Line
- Diretto da:
- Scritto da:

### Trama
- Interpreti: Peter Lawford (Jerry Mason), Craig Stevens (Arthur Hodges), Joanne Gilbert (Mary-Jo Dixon), Reginald Denny (Roger Peabody), Merry Anders (Phoebe Dinsmore), Paul Bryar (ufficiale Blake)

## The Tryst
- Diretto da:
- Scritto da:

### Trama
- Interpreti: Edward Arnold (Mr. Carr), Anne Francis (Linda Wolcott), William Lundigan (Nels Wolcott), Vera Miles (Nancy Carr)

## Indirect Approach
- Diretto da:
- Scritto da:

### Trama
- Interpreti: Corinne Calvet (Claudette St. Clair), William Eythe (Chester Hatch), Gale Robbins, Robert Stack (Ben Barton)